# Finale de la Coupe du monde de football 1986
La finale de la Coupe du monde de football 1986 est le match de football concluant la 13e Coupe du monde, organisée au Mexique. Elle a lieu le 29 juin 1986 au stade Azteca, à Mexico, à 12 h 0. L'Argentine s'impose face à l'Allemagne de l'Ouest par trois buts à deux.

## Feuille de match
| Titulaires : |  |
| |  |
| Nery Pumpido · José Luis Brown · José Luis Cuciuffo · Oscar Ruggeri · Julio Olarticoechea · Ricardo Giusti · Sergio Batista · Diego Maradona · Héctor Enrique · Jorge Burruchaga 89e · Jorge Valdano · |  |
| Remplaçants : |  |
| Marcelo Trobbiani 89e · |  |
| Entraîneur : |  |
| Carlos Bilardo |  |

| Titulaires : |  |
| |  |
| Harald Schumacher · Ditmar Jakobs · Thomas Berthold · Karl-Heinz Förster · Hans-Peter Briegel · Lothar Matthäus · Andreas Brehme · Felix Magath 89e · Norbert Eder · Karl-Heinz Rummenigge · Klaus Allofs 46e · |  |
| Remplaçants : |  |
| Rudi Völler 46e · Dieter Hoeness 89e · |  |
| Entraîneur : |  |
| Franz Beckenbauer |  |

| Titulaires : |  |
| |  |
| Nery Pumpido · José Luis Brown · José Luis Cuciuffo · Oscar Ruggeri · Julio Olarticoechea · Ricardo Giusti · Sergio Batista · Diego Maradona · Héctor Enrique · Jorge Burruchaga 89e · Jorge Valdano · |  |
| Remplaçants : |  |
| Marcelo Trobbiani 89e · |  |
| Entraîneur : |  |
| Carlos Bilardo |  |

| Titulaires : |  |
| |  |
| Harald Schumacher · Ditmar Jakobs · Thomas Berthold · Karl-Heinz Förster · Hans-Peter Briegel · Lothar Matthäus · Andreas Brehme · Felix Magath 89e · Norbert Eder · Karl-Heinz Rummenigge · Klaus Allofs 46e · |  |
| Remplaçants : |  |
| Rudi Völler 46e · Dieter Hoeness 89e · |  |
| Entraîneur : |  |
| Franz Beckenbauer |  |